# Marbot (ród)

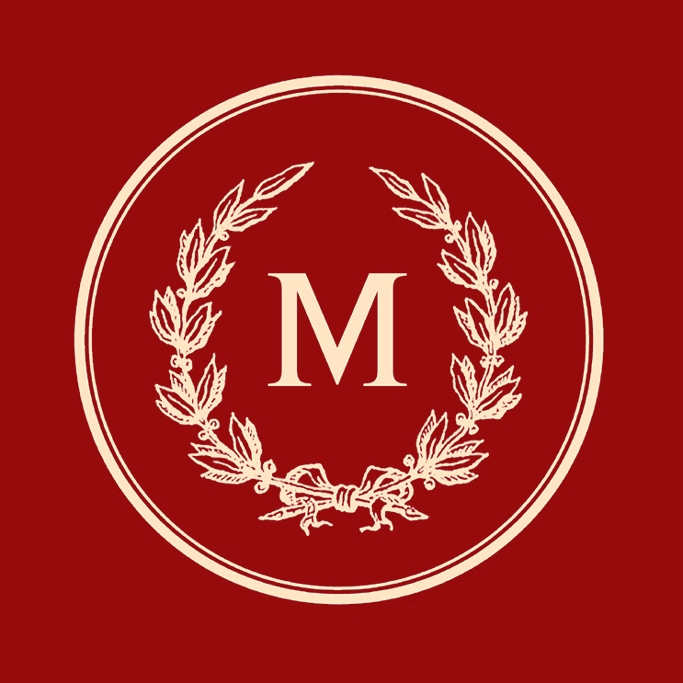
Godło rodu Marbot

Marbot (wym. [maʁbo]) – rodzina szlachecka o licznych zasługach w dziejach militarnych Francji. Wywodzi się z dawnej prowincji Quercy, w okolicach dzisiejszego departamentu Corrèze.
Nazwisko Marbot jest wygrawerowane na Łuku Triumfalnym w Paryżu (filar zachodni, 34 kolumna).

## Członkowie

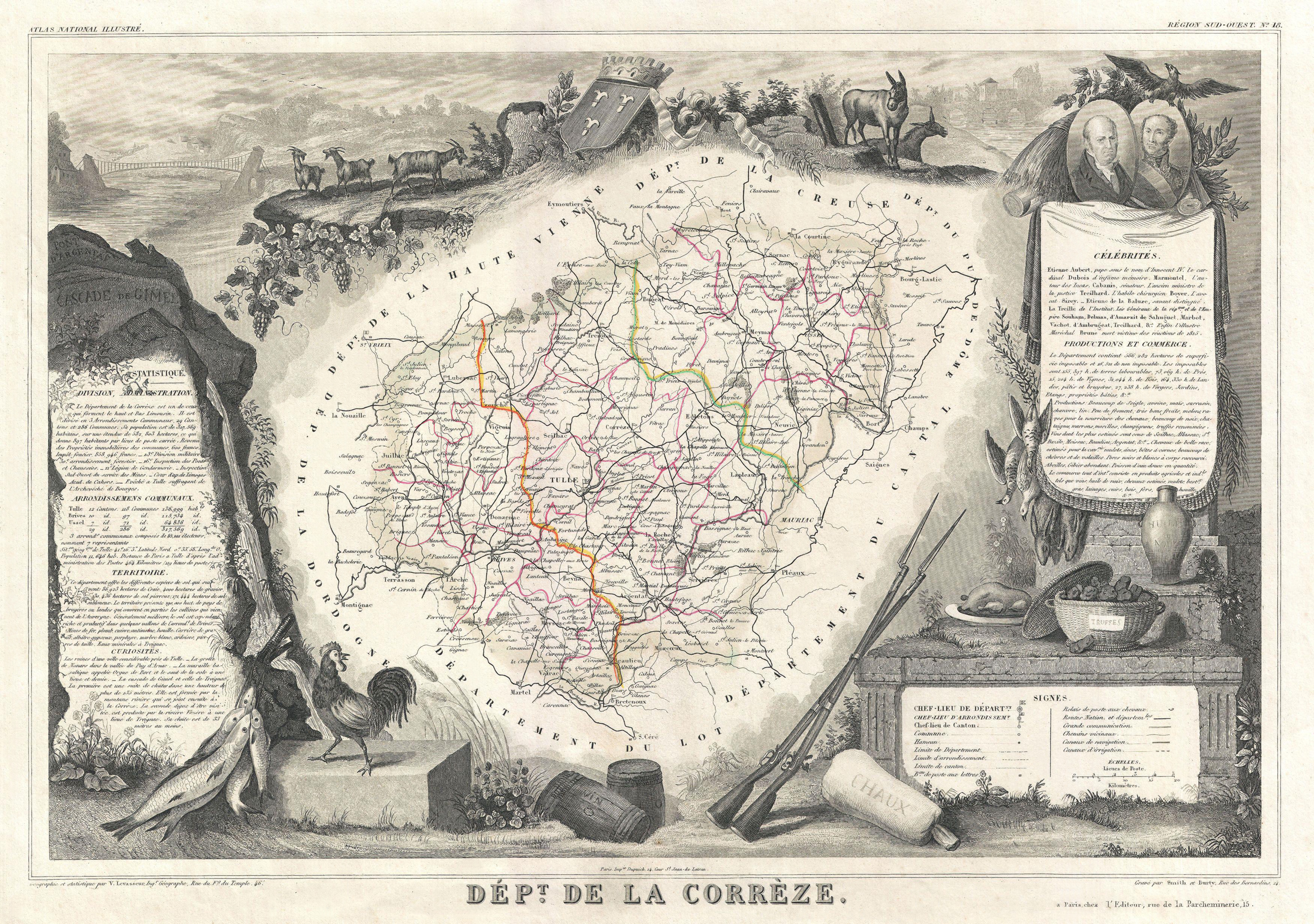
Departament Corrèze we Francji

Do rodziny Marbot należą między innymi:
- Alfred Charles Adolphe, znany jako Alfred Marbot (1812–1865), malarz, historyk i mundurolog francuski.[3]
- Antoine Adolphe Marcelin, znany jako Adolphe Marbot (1781–1844), generał francuski, komandor Legii Honorowej.[4]
- Charles Rémy Paul, znany również jako Paul Marbot (1847–1912), komisarz marynarki francuskiej, kawaler Legii Honorowej.[5]
- François-Achille, znany również jako Achille Marbot (1817–1866), wysoki komisarz marynarki francuskiej, gubernator wyspy La Réunion, oficer Legii Honorowej.[6]
- Jean-Antoine, znany również jako Antoine Marbot (1754–1800), polityk i generał francuski, nazwisko zapisane na Łuku Triumfalnym w Paryżu.
- Jean-Baptiste Antoine Marcelin, znany jako Marcellin Marbot (1782–1854), generał francuski, wielki oficer Legii Honorowej.[7]
- Louis Marie Joseph, znany również jako Joseph Marbot (1878–1931), inżynier francuski.
- Marie Rémy Joseph, znany jako Joseph Marbot (1862–1929), oficer marynarki francuskiej, oficer Legii Honorowej.[8]
- René Marie André, znany jako René Marbot (1922–2020), pułkownik sił Wolnej Francji i przedsiębiorca francuski, oficer Legii Honorowej, komandor Orderu Narodowego Zasługi.[9]